# Verch-Tula
Verch-Tula (in russo Верх-Тула?) è un villaggio dell'oblast' di Novosibirsk, nella parte sud della Siberia Occidentale, in Russia. È situato nel distretto Novosibirskij.
Si trova pochi chilometri a nord del bacino di Novosibirsk, sulle rive del fiume Tula (affluente dell'Ob').